# Galón (tejido)

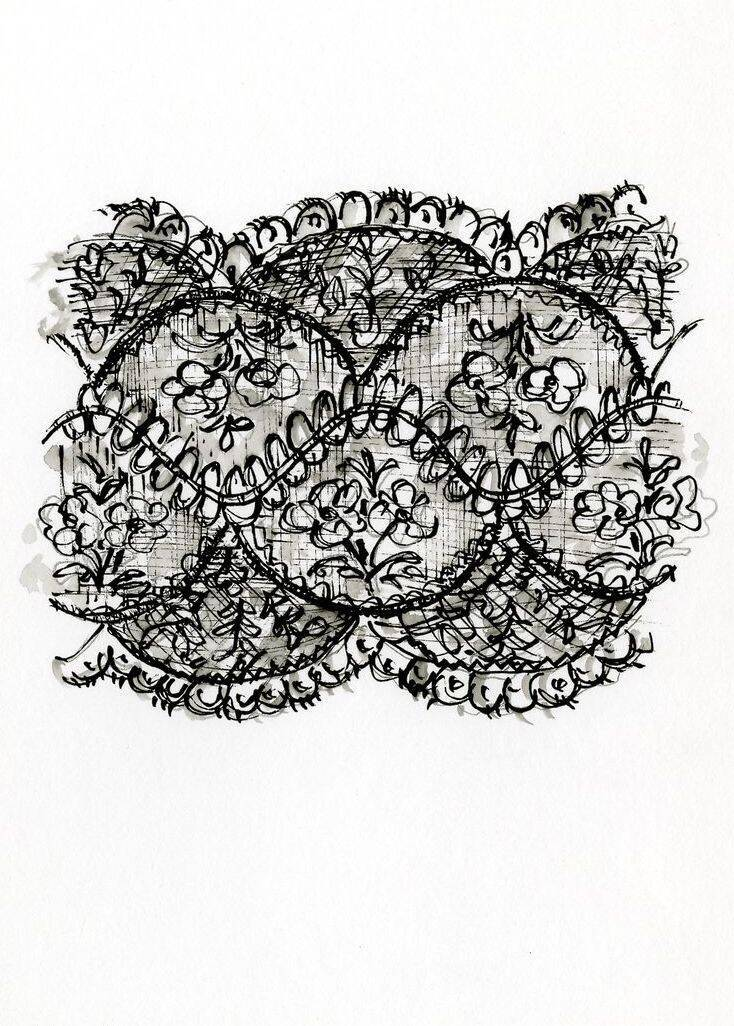
Ejemplo de galón para ribetear piezas de indumentaria.

Galón es un tipo de tejido fuerte y estrecho, hecho ya de seda, ya de hilo de oro y plata, que sirve para guarnecer vestidos u otra ropa. 
Sirve también para adornos de Iglesia y palacios, pero en este último caso se usan galones de oro y plata falsos. 

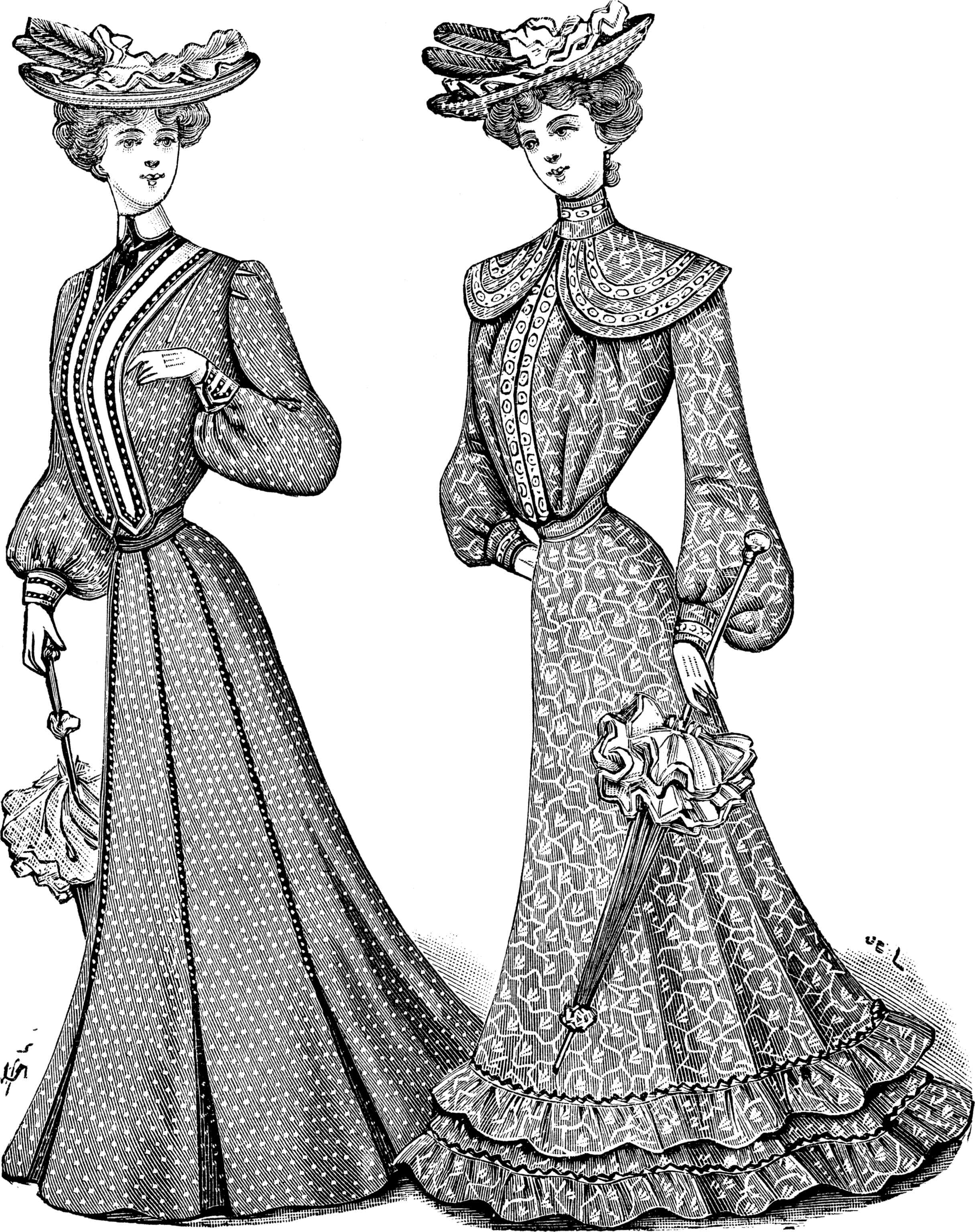
Blusa adornada con galones.

- Se llama galón de oro y plata, el que se pone a modo de ribete en los muebles, vestidos y sombreros de militares. Se hace también de seda, de dos clases o según el término propio de esta manufactura, de dos números á saber nº 2º y 3º. El primero tiene 7 líneas de ancho y el segundo 9.
- El galón de lana es una especie de cinta bastante ancha, cuya urdimbre debe componerse de 36 hilos y la pieza debe tirar 27 canas; los pasamaneros fabrican esta especie de galones.
- Los que llaman de libreas son por lo regular unos tejidos afelpados y labrados de varios colores, con que se adornaban los vestidos de los criados, cocheros y lacayos, que se llaman de librea y todos iban uniformados, ya para ostentar la magnificencia del dueño, ya para distinguirse la casa. También se usan en los trajes, que sacan las cuadrillas de Caballeros en los festejos públicos.